# Аллен, Марк (снукерист)
Марк А́ллен (англ. Mark Allen; род. 1986) — профессиональный снукерист из Северной Ирландии.

## Карьера
Марк Аллен с раннего детства проявлял задатки снукерного мастерства, родители были вынуждены продать дом, чтобы обеспечить его тренировки и обучение снукеру. И они не прогадали: благодаря успешным выступлениям на любительской арене (Аллен последовательно выиграл три важнейших любительских турнира — чемпионат Европы, чемпионат мира, чемпионат Европы среди игроков до 19 лет), Марк получил путёвку в мэйн-тур в сезоне 2002/03. С тех пор он постоянно прогрессировал и улучшал свою позицию в мировой табели о рангах. В 2005 году выиграл юниорский чемпионат Европы, проходивший в Екатеринбурге. В 2007 году, на домашнем турнире — Трофей Северной Ирландии — лишь в полуфинале проиграл Фергалу О’Брайену. На чемпионате мира 2008 года Аллен был в шаге от выхода в шестнадцать сильнейших, но уступил Стивену Хендри. Этих достижений было достаточно, чтобы войти в Топ-16 по итогам двух сезонов.
В первой половине сезона 2008/09 Аллен играл довольно стабильно, а в январе впервые стал участником престижного турнира Мастерс.
На чемпионате мира 2009 года Марк в 1/16 финала без труда прошёл Мартина Гоулда, а в 1/8 финала, со счётом 13:11 сенсационно победил трёхкратного чемпиона мира Ронни О'Салливана. Критики назвали эту победу самой значимой в карьере Аллена.
В 1/4 финала он в тяжёлой борьбе выиграл у Райана Дэя, 13:11, и прошёл в полуфинал, где встретился со вторым «тяжеловесом» на своем пути в этом турнире — двукратным чемпионом мира Джоном Хиггинсом, но уступил ему — 13:17. Результатом сезона стало высшее на тот момент достижение в рейтинге — 11 место.
Сезон 2009/10 Марк Аллен начал в Китае, одержав свою первую победу на нерейтинговом турнире — Jiangsu Classic. Он убедительно переиграл в финале прошлогоднего победителя Дин Цзюньхуэя со счётом 6:0. Помимо того, что это первая победа, она ещё значима тем, что Аллен выиграл в родном городе Дина, где тому была обеспечена беспрецедентная поддержка зрителей.
На Мастерс 2010 года Аллен впервые стал участником четвертьфинала.
На чемпионате мира Марк не смог повторить успех годичной давности: в 1/4 финала в решающем фрейме уступил Грэму Дотту со счётом 12:13. На этом чемпионате Аллен сделал брейк в 146 очков, который явился первым в истории Крусибла. Это довольно редкий брейк, случается реже, чем максимальный, однако, в коллекции Марка Аллена их уже 2.
В сезоне 2010/11 Марк Аллен дошёл до 1/2-й чемпионата Великобритании и Мастерс, а в 1/4-й чемпионата мира проиграл Марку Уильямсу, 5:13. Но из-за невысоких результатов на остальных турнирах, с 10 места на старте сезона североирландец в итоге опустился до 12-го в мировом рейтинге.
В следующем сезоне Аллен выиграл свой первый в карьере рейтинговый турнир — World Open, переиграв в финале Стивена Ли с разгромным счетом 10:1. В ходе всего турнира Марк показывал очень слаженную, качественную, умную игру с хорошими сериями. По ходу сетки Марк выбил таких известных игроков, как Джадда Трампа, Марка Кинга и Марка Селби. Также Аллен успешно выступил на UK, дойдя до финала, в котором в упорной борьбе уступил Джадду Трампу со счетом 8:10. По итогам сезона Аллен занял 12 строчку мирового рейтинга.

## Личная жизнь
В 2008 году Аллен расстался со своей давней подругой, многократной чемпионкой по снукеру Риан Эванс, с которой у него есть дочь Лорен. Нынешнюю спутницу Марка зовут Кайла Макгиган, она также из Антрима. В мае 2013 года Марк и Кайла сыграли свадьбу.
Как и некоторые другие игроки, такие, как Питер Эбдон и Марк Уильямс, Аллен может не различать отдельные цвета, в частности испытывает сложности, когда коричневый шар расположен рядом с красными. В этом случае он обращается за помощью к рефери для указания местоположения коричневого шара.

## Достижения в карьере

### Рейтинговые турниры (победитель) — 4
- World Open (2 раза) — 2012, 2013
- PTC Grand Final — 2016 International Championship — 2018

### Низкорейтинговые турниры (победитель) — 5
- Euro PTC 3 (2012/2013) — 2012
- Euro PTC 5 (2013/2014) — 2013
- Euro PTC 6 (2013/2014) — 2013
- Euro PTC 2 (2014/2015) — 2014
- Euro PTC 4 (2015/2016) — 2015

### Другие турниры (победитель) — 2
- Masters — 2018
- Jiangsu Classic — 2009

### Другие достижения
- Чемпионат мира (World Championship) (полуфинал) — 2009
- Чемпионат Великобритании (UK Championship) (финал) — 2011
- Шанхай Мастерс (финал) — 2014
- International Championship (финал, 2 раза) — 2014, 2017

## Финалы турниров

### Финалы Рейтинговых турниров: 7 (3 победы, 4 поражения)
| Легенда                        |
| Чемпионат мира (0-0)           |
| Чемпионат Великобритании (0-1) |
| Прочие (3-3)                   |

| Результат | №  | Год  | Турнир                     | Соперник по финалу | Счёт |
| --------- | -- | ---- | -------------------------- | ------------------ | ---- |
| Финалист  | 1. | 2011 | Чемпионат Великобритании   | Джадд Трамп        | 8–10 |
| Чемпион   | 1. | 2012 | World Open                 | Стивен Ли          | 10–1 |
| Чемпион   | 2. | 2012 | World Open (2)             | Мэттью Стивенс     | 10–4 |
| Финалист  | 2. | 2014 | Шанхай Мастерс             | Стюарт Бинэм       | 3–10 |
| Финалист  | 3. | 2014 | International Championship | Рикки Уолден       | 7–10 |
| Чемпион   | 3. | 2016 | Players Tour Championship  | Рикки Уолден       | 10–6 |
| Финалист  | 4. | 2017 | International Championship | Марк Селби         | 7–10 |

### Финалы низкорейтинговых турниров: 6 (5 побед, 4 поражение)
| Результат | №  | Год  | Турнир                   | Соперник по финалу | Счёт |
| --------- | -- | ---- | ------------------------ | ------------------ | ---- |
| Чемпион   | 1. | 2012 | Antwerp Open             | Марк Селби         | 4–1  |
| Чемпион   | 2. | 2013 | Ruhr Open                | Дин Цзюньхуэй      | 4–3  |
| Чемпион   | 3. | 2013 | Kay Suzanne Memorial Cup | Джадд Трамп        | 4–1  |
| Финалист  | 1. | 2014 | Riga Open                | Марк Селби         | 3–4  |
| Чемпион   | 4. | 2014 | Пол Хантер Классик       | Джадд Трамп        | 4–2  |
| Чемпион   | 5. | 2015 | Чемпионат Болгарии       | Райан Дэй          | 4–0  |

### Финалы нерейтинговых турниров: 6 (2 победы, 4 поражения)
| Легенда                     |
| Masters (1-0)               |
| Champion of Champions (0-1) |
| Другие (1-3)                |

| Результат | №  | Год  | Турнир                    | Соперник по финалу | Счёт |
| --------- | -- | ---- | ------------------------- | ------------------ | ---- |
| Финалист  | 1. | 2005 | Challenge Tour — Турнир 3 | Джеймс Макбейн     | 3–6  |
| Чемпион   | 1. | 2009 | Jiangsu Classic           | Дин Цзюньхуэй      | 6–0  |
| Финалист  | 2. | 2010 | Championship League       | Марко Фу           | 2–3  |
| Финалист  | 3. | 2013 | Snooker Shoot-Out         | Мартин Гоулд       | 0-1  |
| Финалист  | 4. | 2015 | Champion of Champions     | Нил Робертсон      | 5-10 |
| Чемпион   | 2. | 2018 | Мастерс                   | Кайрен Уилсон      | 10–7 |

### Финалы командных турниров: 1 (0 побед, 1 поражение)
| Результат | №  | Год  | Турнир     | Команда / напарник                 | Соперники по финалу                  | Счёт |
| --------- | -- | ---- | ---------- | ---------------------------------- | ------------------------------------ | ---- |
| Финалист  | 1. | 2011 | Кубок мира | Северная Ирландия : · Джерард Грин | Китай : · Дин Цзюньхуэй / Лян Вэньбо | 2–4  |

### Финалы профессионально-любительских турниров: 4 (4 победы, 0 поражений)
| Результат | №  | Год  | Турнир                            | Соперник по финалу | Счёт |
| --------- | -- | ---- | --------------------------------- | ------------------ | ---- |
| Чемпион   | 1. | 2004 | Barry McNamee Memorial Trophy     | Киеран Макмахон    | 6–1  |
| Чемпион   | 2. | 2005 | Barry McNamee Memorial Trophy (2) | Джо Делейни        | 6–5  |
| Чемпион   | 3. | 2007 | Barry McNamee Memorial Trophy (3) | Джо Свэйл          | 3–1  |
| Чемпион   | 4. | 2008 | Barry McNamee Memorial Trophy (3) | Дэвид Моррис       | 3–1  |

### Финалы любительских турниров: 6 (5 побед, 1 поражение)
| Результат | №  | Год  | Турнир                                          | Соперник по финалу | Счёт |
| --------- | -- | ---- | ----------------------------------------------- | ------------------ | ---- |
| Чемпион   | 1. | 2003 | Чемпионат Северной Ирландии среди любителей     | Колин Бинэм        | 10–4 |
| Финалист  | 1. | 2004 | Чемпионат Европы U-19 среди любителей           | Джейми Джонс       | 3–6  |
| Чемпион   | 2. | 2004 | Чемпионат Европы среди любителей                | Алекс Борг         | 7–6  |
| Чемпион   | 3. | 2004 | Чемпионат мира среди любителей                  | Стив Мифсуд        | 11–6 |
| Финалист  | 4. | 2005 | Чемпионат Европы U-19 среди любителей           | Крис Норбери       | 6–5  |
| Чемпион   | 5. | 2005 | Чемпионат Северной Ирландии среди любителей (2) | Киеран Макмахон    | 10–1 |

## Серийность
| Season    | Centuries | CP | Frames/Centuries | FP | Highest Break | Frames/70’s (70/F*100 %) | Frames/50’s (50/F*100 %) | Rank |
| --------- | --------- | -- | ---------------- | -- | ------------- | ------------------------ | ------------------------ | ---- |
| 2005—2006 | 10        | 13 | 25,2             | 26 | 139           |                          |                          | D-   |
| 2006—2007 | 13        | 14 | 21,23            | 26 | 138           |                          |                          | E    |
| 2007—2008 | 17        | 13 | 19,53            | 18 | 146           |                          |                          | D+   |
| 2008—2009 | 22        | 5  | 13,14            | 8  | 132           | 5,9 (16,9 %)             | 3,07 (32,6 %)            | C-   |
| 2009—2010 | 16        | 10 | 20,5             | 18 | 146           | 6,19 (16,2 %)            | 2,78 (36 %)              | C-   |
| 2010—2011 | 26        | 11 | 17,15            | 14 | 141           | 5,58 (17,9 %)            | 2,88 (34,7 %)            | C    |
| 2011—2012 | 45        | 4  | 10,78            | 2  | 144           | 4,25 (23,5 %)            | 2,38 (42 %)              | A    |
| 2012—2013 | 30        | 9  | 14,07            | 7  | 138           | 5,41 (18,5 %)            | 2,54 (39,4 %)            | B-   |
| 2013—2014 | 33        | 8  | 12,58            | 6  | 139           | 4,88 (20,5 %)            | 2,41 (41,5 %)            | B    |
| 2014—2015 | 25        | 9  | 16,08            | 9  | 139           | 5,43 (18,4 %)            | 2,93 (34,1 %)            | C-   |
| 2015—2016 | 36        | 5  | 11,28            | 4  | 142           | 5,34 (18,7 %)            | 2,72 (36,8 %)            | B    |
| 2016—2017 | 36        | 10 | 10,69            | 5  | 147           | 4,64 (21,6 %)            | 2,69 (37,2 %)            | A-   |
| 2017—2018 | 50        | 6  | 10,66            | 6  | 145           | 4,13 (24,2 %)            | 2,56 (39,1 %)            | A    |
| 2018—2019 | 45        | 6  | 10,2             | 6  | 146           | 3,79 (26,4 %)            | 2,39 (41,8 %)            | U-   |

| Обозначения** |
| Менее 35 % тура показывает подобный уровень серийности или выше (F/70’s = 5,51 — 7 \|\| F/50’s = 2,91 — 3,3).    |
| Менее 20 % тура показывает подобный уровень серийности или выше (F/70’s = 4,71 — 5,5 \|\| F/50’s = 2,61 — 2,9).  |
| Менее 10 % тура показывает подобный уровень серийности или выше (F/70’s = 4 — 4,7 \|\| F/50’s = 2,36 — 2,6).     |
| Менее 5 % тура показывает подобный уровень серийности или выше (F/70’s = 3,71 — 3,99 \|\| F/50’s = 2,21 — 2,35). |

Centuries — количество сотенных серий за сезон.
CP — место по количеству сотенных серий относительно других игроков.
Frames/Centuries — количество фреймов, затраченных на выполнение одной сотенной серии.
FP — место по количеству фреймов, затраченных на выполнение одной сотенной серии, относительно других игроков.
Highest Break — наивысший брейк.
Frames/70’s (70/F*100 %) — количество фреймов, затраченных на выполнение одного брейка в 70 и более очков, а также процент фреймов, проведённых с такой серией.
Frames/50’s (50/F*100 %) — количество фреймов, затраченных на выполнение одного брейка в 50 и более очков, а также процент фреймов, проведённых с такой серией.
Rank — общий уровень серийности на основании всех показателей (F , E , D, C — высокая, B — очень высокая, A — выдающаяся, U, S).
* При подсчёте места учитываются только те игроки, кто сыграл за сезон 100 фреймов и более.
** Все сравнения сделаны относительно уровня игры в снукер 2011—2019 годов.